# Manoliki Taschew
Manoliki Taschew (auch Manoliki Tashev geschrieben, bulgarisch Манолаки Ташев; * 1835 in Sofia; † 8. Juni 1878 ebenda) war ein bulgarischer Kaufmann, Politiker und 1878 erster Bürgermeister von Sofia.
Manoliki Taschew wurde 1835 in einer wohlhabenden Kaufmannsfamilie geboren. Er lernte zuerst bei Sawa Filaretow in seiner Heimatstadt und studierte Wirtschaftswissenschaften in Wien. Als der russische General Gurko (1828–1901) während des Russisch-Türkischen Krieges am 4. Januar 1878 Sofia befreite, wurde am 10. Januar Manoliki Taschew zum ersten Bürgermeister von Sofia ernannt. In sein Mandat fallen die Einführung der Gaslaternenbeleuchtung der Straßen, die Gründung der Feuerwehr und die Ernennung der Kommission zur Erarbeitung des ersten Bebauungsplans unter Adolf Kolar. Seinen Posten hatte er bis 8. Juni des gleichen Jahres inne, als er plötzlich verstarb.